# 일소일권
"일소일권"은 한국에서 제작된 김시현 감독의 1980년 영화이다. 거룡 등이 주연으로 출연하였고 최춘지 등이 제작에 참여하였다.

## 출연

### 주연
- 거룡
- 이영주
- 이석구
- 이예민

## 기타
- 조명: 손한수
- 녹음: 김병수
- 미술: 조경환